# Покращення пам'яті
Покра́щення па́м'яті — стратегія поліпшення пам'яті особи.
Медичні дослідження порушення пам'яті і вікової втрати пам'яті призвело до появи нових пояснень і методів поліпшення пам'яті, включаючи дієту, фізичні вправи, управління стресом, когнітивну терапію та фармацевтичні препарати. Сканування мозку, а також когнітивні нейронауки надали нейробіологічних доказів, що підтверджують цілісність способів, які допомагають поліпшити пам'ять.

## Патології
Погіршенню пам'яті можуть сприяти різні патологічні процеси. Глобальна амнезія, як одиничний і незворотний синдром, зустрічається рідко, оскільки для її розвитку необхідні великі двосторонні травми, а в неврологічній патології подібне зустрічається рідко. Однак розлади пам'яті зазвичай відбуваються в контексті інших проблем неврологічного або психіатричного характеру. Вони можуть стати причиною амнезії, судинної патології, герпетичного енцефаліту; аноксії головного мозку внаслідок перебоїв в серцевій діяльності, травм черепа, пухлин, епілепсії та дегенеративних захворювань нервової системи, таких як хвороба Альцгеймера.

## Спеціалісти
- Нейропсихолог. Його завдання полягає в уточненні ступеня дефіциту пізнавальних здібностей та визначенні загального стану функцій вищої нервової діяльності. Нейропсихологічна діагностика також повинна оцінити ступінь можливого ураження професійних здібностей, а також розумову і соціальну дієздатність пацієнта, і крім цього — супутні емоційні характеристики особистості. Більше того, лікар-нейропсихолог здійснює процедуру нейропсихологічної реабілітації.
- Невропатолог. Пояснює причини погіршення пам'яті, а також наявність інших ускладнень, які можливо підлягають лікуванню. Здійснює неврологічну діагностику і призначає курс лікування за допомогою лікарських препаратів і біологічних засобів.
- Психіатр. Оцінює емоційні наслідки і психіатричні ускладнення. Визначає використання лікарських препаратів, що застосовуються в психіатричній практиці для контролю за можливими змінами поведінки хворого. Розглядає питання про необхідність надання допомоги в умовах стаціонару.

## Дієта
Споживані продукти харчування безпосередньо впливають на біохімічні процеси, що відбуваються в організмі, а також визначають рівень функціонування головного мозку. Людський мозок споживає енергії більше, ніж який-небудь інший орган, тому будь-які зміни звичного режиму харчування тим чи іншим чином позначаться і на властивостях пам'яті.
Лікарі-дієтологи і фахівці в області медицини радять дотримуватися наступних рекомендацій.
- Їжте більше овочів і фруктів.
- Замініть харчові продукти, що містять оброблене біле борошно, продуктами, що складаються з цільного зерна, наприклад з пшениці.
- Знизьте споживання «чорного» м'яса (баранини, яловичини).
- Відмовтеся від яєчних жовтків, масла і маргарину.
- Постарайтеся максимально зменшити споживання солі.
- Споживайте в їжу тільки знежирене молоко і сири, відмовившись від цільного молока і жирних сирів.
- Включайте в свій раціон різноманітну їжу, що містить білки і складні вуглеводи.
- Пийте багато води.
- З'їдайте збалансований сніданок.

Дотримання наведених рекомендацій покращить не лише здоров'я, але й пам'ять.
Більшість жирових клітин мозку є клітинами-годувальниками, які допомагають нейронам виконувати їх непросту роботу. Саме ці клітини найбільш уразливі.
Організм людини виробляє власні антиоксиданти (антиокислювачі), які призначені для відбиття атак вільних радикалів і усунення створених ними пошкоджень. На жаль, з віком організм виробляє все менше подібних очисників.

## Профілактика інсульту
Особливо схильні до інсультів і короткочасних ішемічних ударів люди, які страждають на атеросклероз, артрит та підвищений артеріальний тиск. Щоб уникнути атеросклерозу і підвищеного артеріального тиску, треба мінімізувати споживання жирної їжі, регулярно займатися фізичними вправами, дотримуватися певного способу життя. Потрібно виконати наступне:
- Кинути палити.
- Скинути зайву вагу.
- Якщо є схильність до діабету, ретельно переглянути дієту.
- Якщо підвищений рівень холестерину, його слід знизити.
- Якщо підвищений тиск, його слід знизити.

## Вплив щитоподібної та підшлункової залоз
Пам'ять страждає не тільки від захворювань головного мозку, а й від неправильної роботи основних органів вашого організму. Наприклад, проблеми з щитоподібною і підшлунковою залозами мають негативний вплив на пам'ять.
Внаслідок підвищеної активності щитоподібної залози виникає почуття тривоги. У результаті цих процесів порушується короткочасна пам'ять.
У тому випадку, якщо активність щитоподібної залози знижена, недостатньо виробляється гормон тироксин. При цьому помітно збільшується вага пацієнта, виникає почуття апатії, з'являються здуття на шиї, набрякають повіки, підвищується чутливість до холоду, і спостерігаються проблеми з пам'яттю.
Підшлункова залоза виробляє інсулін, допомагаючи збалансувати рівень глюкози у вашому організмі. Оскільки глюкоза життєво важлива для роботи головного мозку, її відсутність або дисбаланс роблять украй негативний вплив на вашу пам'ять.
При низькому рівні глюкози найбільш вразливим стає ваш гіпокамп. Таким чином, оскільки гіпокамп безпосередньо залежить від постійного і збалансованого співвідношення цукру в крові, його клітини можуть бути пошкоджені. Внаслідок цього і виникають проблеми з пам'яттю.
Діабет також може послужити причиною короткочасного ішемічного удару і як наслідок, пошкодження капілярів головного мозку. Капіляри-це дуже маленькі кров'яні судини, завдяки яким нейрони забезпечуються кров'ю. Природно, що внаслідок пошкодження капілярів певні клітини головного мозку можуть загинути.

## Вплив стресу, депресії або втоми
Ви не зможете зосередитися, якщо відчуваєте стрес, депресію або втому, так як мозок при цьому менш сприйнятливий до нової інформації.
Стрес може не тільки заблокувати вашу увагу і, як наслідок, короткочасну пам'ять, а й завдати шкоди вашому мозку. Стресовий гормон кортизон дуже шкідливий для вашого гіпокампу, - тієї частини мозку, яка перетворює короткочасну пам'ять в довгострокову.
Для розслаблення можна використовувати один з методів, які включають перенесення уваги і називаються методами релаксації.
- Прогресивна релаксація.
- Самонавіювання.
- Візуальні образи.
- Медитація і молитви.

У всіх цих методах використовується управління диханням.
За допомогою вашої уяви можна очистити свідомість, і допомогти йому краще використовувати пам'ять. Можна також використовувати уяву для розслаблення і для того, щоб стати більш сприйнятливим до навколишнього світу.

## Фізичні вправи
Вправи сприяють оздоровленню внутрішніх органів, таких як серце, артерії і легені, які допомагають працювати мозку.
Вправляючись тривалий час, можна зменшити накопичення холестерину. Комбінування щоденної зарядки і гарної дієти в десять разів знижує ймовірність виникнення серцевих захворювань.
Серцево-судинна система людини називається так тому, що серце і кровоносні судини працюють разом. Якщо частішає дихання, то прискорюється і біг крові. Вони взаємопов'язані. Чим краще циркулює кров, тим більше її надходить у мозок. Якщо робити вправи регулярно, то людина відчує себе бадьоріше, і стане більш уважною.
Це відбувається не тільки через прискорення кров'яного потоку, а й завдяки великій кількості поживних речовин, що надходять у мозок. Вправи змінюють хімічний склад мозку. Вони стимулюють звільнення і поглинання різних нейротрансмітерів.

## Мнемоніка
У тих, хто абсолютно не користується ніякими методами, тільки в деяких випадках пам'ять перебуває в "гарному стані". І навпаки, у людей, що використовують все розмаїття існуючих методів, дана здатність збільшується в кілька разів.
Для збереження спогадів можна використовувати певні слова. Ці слова, так звані орієнтири, необхідні для "прив'язки" до потрібних образів. Також для того, щоб згадати що-небудь, часто використовують деякі місця в кімнаті. Іноді необхідну для запам'ятовування інформацію об'єднують в цілу історію, при оповіданні якої потрібні образи "спливають" самі собою.
Для використання мнемонік слід:
- вирішити, що необхідно запам'ятати;
- пов'язати потрібний образ з певним словом або зображенням;
- звернутися до цього слова, щоб "викликати" в пам'яті потрібну інформацію.

Мнемоніки, які "привертають" до себе увагу, роблячи процес запам'ятовування більш цікавим, завжди ефективні. Нудні і старі мнемоніки часто забуваються. Зробіть свої мнемоніки "такими, що виділяються": безглуздими, кумедними, абсурдними або приємними.
Виберіть мнемоніку, яка відповідала б даній ситуації.
Якщо мнемоніка має мало спільного з тим, що необхідно запам'ятати, вона, швидше за все, буде забута.